# Сельское поселение «Беклемишевское»
Се́льское поселе́ние «Беклемишевское» — муниципальное образование в Читинском районе Забайкальского края Российской Федерации.
Административный центр — село Беклемишево.

## История
Статус и границы сельского поселения установлены Законом Читинской области от 19 мая 2004 года «Об установлении границ, наименований вновь образованных муниципальных образований и наделении их статусом сельского, городского поселения в Читинской области»

## Население
| 2010  | 2011  | 2012  | 2013  | 2014  | 2015  | 2016  |
| ----- | ----- | ----- | ----- | ----- | ----- | ----- |
| 1847  | ↗1858 | ↘1823 | ↘1808 | ↘1796 | ↘1775 | ↘1744 |
| 2017  | 2018  | 2019  | 2020  | 2021  |       |       |
| ↘1694 | ↘1675 | ↘1630 | ↗1641 | ↗1719 |       |       |

## Состав сельского поселения
| № | Населённый пункт | Тип населённого пункта       | Население |
| - | ---------------- | ---------------------------- | --------- |
| 1 | Беклемишево      | село, административный центр | ↘1037     |
| 2 | Иргень           | село                         | ↘352      |
| 3 | Шакша            | село                         | ↘234      |